# Offenbeek
Offenbeek (Limburgs: Óffebek) is een dorp en een wijk in Reuver in de gemeente Beesel. Offenbeek werd voor het eerst genoemd in 1294.

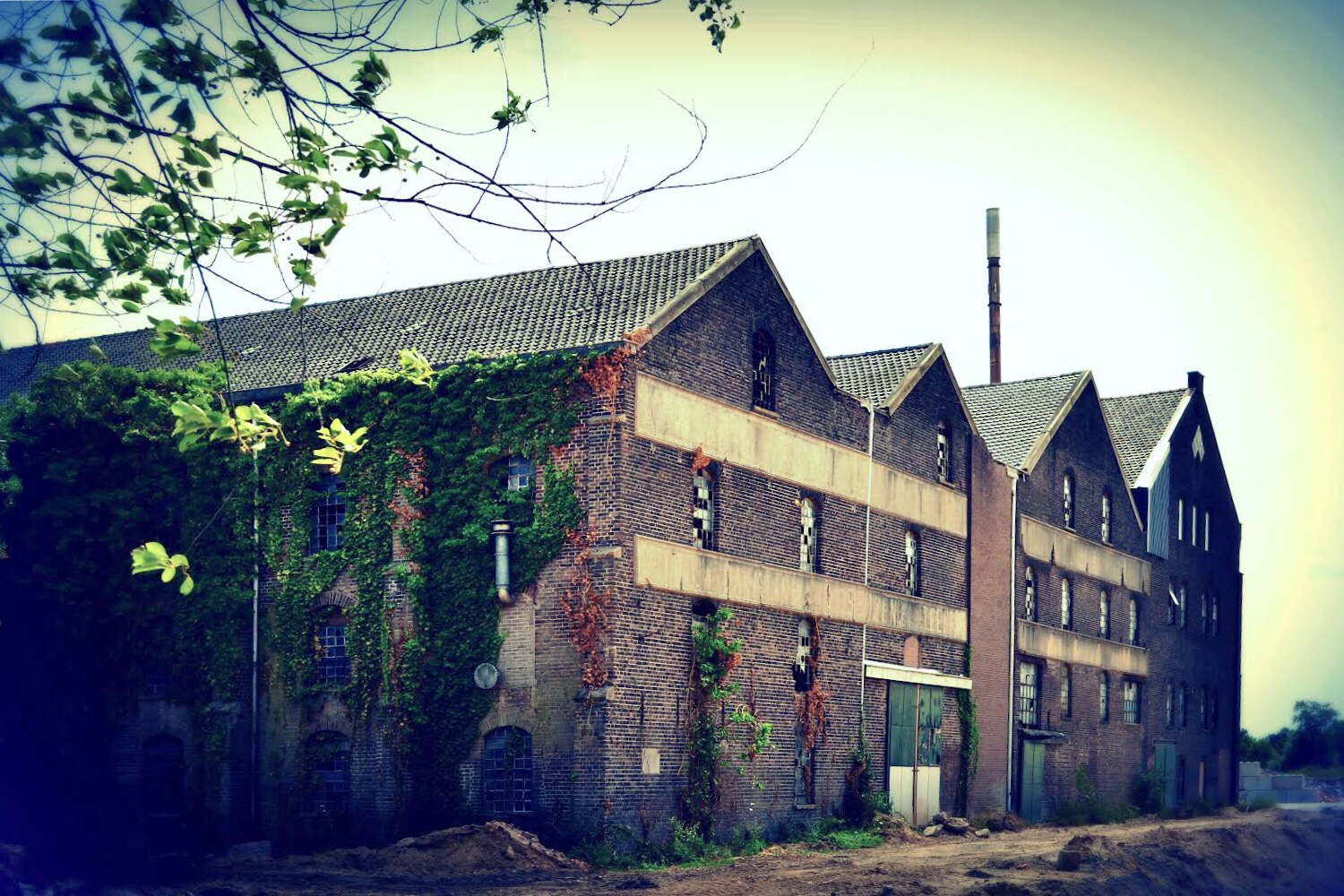
Zomer 2013 start sloop keramiekfabriek

Eind 19e eeuw maakte de gemeenschap een grote groei mee onder invloed van de kleiwarenindustrie (vooral dakpannen en gresbuizen). In 1899 werd aan Keulseweg 22 de Greswarenfabriek Gebr. P. en J. Teeuwen opgericht door J. Timmermans. Van deze fabriek zijn nog enkele fabrieksgebouwen uit 1923-1927 bewaard gebleven. Hierin is de middelbare school "het Grescollege" gevestigd. De rest van de fabriek werd in 2013 gesloopt. Op de plaats daarvan werd de woonwijk Oppe Brik gebouwd.

## Bezienswaardigheden
- De Onbevlekt Hart van Mariakerk, van 1964.
- De Sint-Barbarakapel

## Trivia
Op donderdag 7 november 2013 is Offenbeek, dorpskern in Reuver (gemeente Beesel), in het nieuws geweest in verband met een gijzeling aan de Zonnedauw. Bij dit gijzeldrama waren 2 doden en 1 gewonden te betreuren.
Dorpen: Beesel · Offenbeek · Reuver

Buurtschappen: Bussereind · Meuleberg Markt · Mortel · Rijkel · Ronkenstein · Witteberg

Limburg: Steden en dorpen      Nederland: Provincies · Gemeenten